# Hans von Salmuth
Hans Eberhard Kurt von Salmuth (11 de novembro de 1888 – 1 de janeiro de 1962) foi um general alemão que se tornou notório por seu serviço durante a Segunda Guerra Mundial. Um soldado profissional de carreira, ele também serviu o seu país durante a Primeira Guerra Mundial e depois foi um oficial de administração no período entre guerras. Salmuth acabou comandando tropas no Frente Oriental (1941-1944) e seu último comando foi do 15º Exército alemão na França durante o período posterior ao Dia-D. Depois do conflito, ele passou cinco anos na prisão acusado de crimes de guerra. Ele faleceu em Heidelberg, em 1962.